# Riotord
Riotord é uma comuna francesa na região administrativa de Auvérnia-Ródano-Alpes, no departamento de Alto Loire. Estende-se por uma área de 51,17 km². Em 2010 a comuna tinha 1 195 habitantes (densidade: 23,4 hab./km²).